# Lepanthes valenciae
Lepanthes valenciae är en orkidéart som beskrevs av Carlyle August Luer och Rodrigo Escobar. Lepanthes valenciae ingår i släktet Lepanthes och familjen orkidéer. Inga underarter finns listade i Catalogue of Life.